# Los padrinos mágicos
Los padrinos mágicos (en inglés: The Fairly OddParents) es una serie de televisión animada creada por Butch Hartman y producida por Frederator Studios y Billionfold Inc., una empresa fundada por el propio Hartman para el canal de televisión estadounidense Nickelodeon. La serie tuvo 10 temporadas y 172 episodios, comenzando el 30 de marzo de 2001 y transmitiéndose su último episodio el 26 de julio de 2017.
La serie es distribuida fuera de los Estados Unidos por la empresa de animación canadiense Nelvana. Es una de tres series animadas de Nickelodeon más largas, junto con Bob Esponja y Rugrats (en primer y tercer lugar, respectivamente). A la mitad de la quinta temporada, la distribución de Nelvana cesó en el episodio "Crash Nebula", y debido a que la serie era distribuida por dicha compañía en el extranjero, el hecho puso a la serie en un hiatus durante casi un año entero, hasta que Nickelodeon accedió a hacerse cargo tanto de la emisión nacional como internacional, volviendo a transmitirse solo a través de Nickelodeon por todo el mundo. Los episodios distribuidos por Nelvana actualmente se encuentran solo en streaming, vía YouTube, por el canal oficial de la cadena infantil Treehouse TV.
El 12 de julio de 2021, Nickelodeon Studios anunció el comienzo de producción de una nueva serie de Los padrinos mágicos que combina imagen real y animación (las hadas animadas aparecen en un entorno con personajes de carne y hueso) para la plataforma de streaming Paramount+, con una temporada inicial de 13 episodios, la cual se estrenó el 31 de marzo de 2022.

## Argumento
Narra las aventuras de Timmy Turner: un niño de 10 años que vive en un pueblo ficticio llamado Dimmsdale. Es un niño incomprendido, desorientado, nada popular, a quien sus compañeros suelen molestar y burlarse de él a menudo. Sus padres no le prestan mucha atención debido a sus propios quehaceres, y al estar muy ocupados siempre lo dejan al cuidado de Vicky, una niñera malvada y abusiva quien lo trata como si fuera su sirviente, lo obliga a hacer todos sus trabajos y siempre lo trata muy mal. Es allí donde intervienen Cosmo y Wanda quienes son sus padrinos mágicos, seres que se les asignan a los niños que no tienen una vida feliz, para concederles deseos. A esta tarea se les unen más adelante Poof, su bebé mágico, y Sparky, el perro mágico de Timmy. En cada episodio le conceden un deseo distinto, sin embargo muchos deseos que Timmy llega a pedir lo llevan a empeorar una situación que parecía mala al principio y a menudo aprende de los errores que comete.

## Historia

### Orígenes

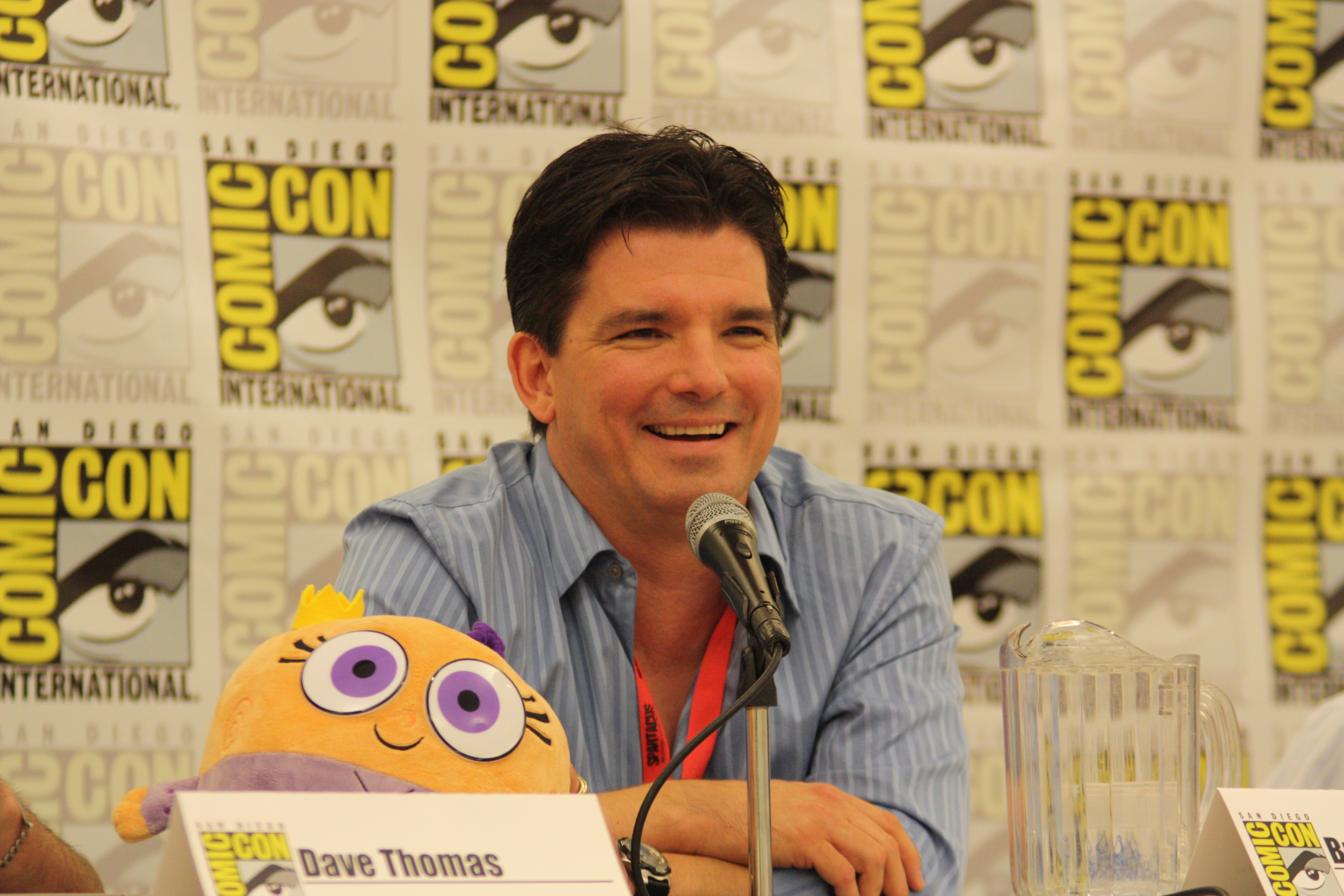
Butch Hartman, el creador de la serie, en el Comic-Con de 2009, junto a un peluche de Poof.

Los primeros episodios de esta serie fueron 10 cortos transmitidos en 1998 hasta el 2000 por Nickelodeon en el programa cazatalentos: Oh Yeah! Cartoons bajo el nombre que aún conserva: The Fairly OddParents.
El productor Butch Hartman creó originalmente Los Padrinos Mágicos como un cortometraje de siete minutos titulado "Fairy Godparents". Butch Hartman hizo seis cortos más para el show en la temporada 3. Nickelodeon accedió a un pedido de seis episodios (que consta de dos historias de 11 minutos) de "Los padrinos mágicos", que comenzó a transmitirse el 30 de marzo de 2001, en la media hora después de Invader Zim.
A diferencia de la serie de media hora, la animación en los cortos no es tan suave, y los diseños son notablemente diferentes (incluyendo a los padres de Timmy, el señor y la señora Turner, que solo se ven desde el cuello hacia abajo, con sus rostros ocultos en los episodios piloto y parecen ser más inteligentes de lo que parecían ser, aun así son fácilmente engañados por las acciones abominables de Vicky).
Otras diferencias notables incluyen la voz de Timmy Turner, interpretado por Mary Kay Bergman en lugar de Tara Strong, Cosmo se nota más inteligente que en la serie regular y Vicky es mucho menos abusiva, además de llamar a Timmy por su nombre en lugar del despectivo «twerp» (en español, tonto) que siempre utiliza en la serie.
Originalmente, Hartman quería que Timmy usara un sombrero azul, pero puesto que se quedó sin tinta azul, decidió hacerla rosa.[cita requerida] Wanda originalmente iba a ser llamada "Venus", pero en su lugar se le nombró "Wanda". Su segundo nombre fue y sigue siendo "Venus".[cita requerida]

### Plazo original (2001-2006)
Oh Yeah! Cartoons concluyó en 2001; sin embargo se le ofreció a Butch Hartman seguir con la serie. La oferta fue aceptada, siendo el 31 de marzo del mismo año la fecha en que se estrenó la primera temporada de la serie, con episodios de media hora y dos capítulos cada uno. Tiempo después debido al éxito que obtuvo Los padrinos mágicos, Butch Hartman crea en 2004 Danny Phantom, otra serie animada pero con temática adolescente, que no tuvo el mismo éxito que Los padrinos mágicos.[cita requerida]
Con el éxito obtenido, se comenzaron a realizar capítulos alargados de la serie: ¡Abra catástrofe! (Abra-Catastrophe! - 2003), donde Timmy Turner adquiere un muffin mágico que le da la posibilidad de pedir deseos libres de reglas. Cazadores de canales (Channel Chasers - 2004), que parodia varios programas de televisión del mismo canal, como Rugrats, y de otros realizadores, como Los Simpson, Las Tortugas Ninja, Batman, Tom y Jerry, Scooby-Doo, Dragon Ball, Las Pistas de Blue, entre otras, pero modificados al estilo de la caricatura, ¡Se acabó la escuela!: El musical (School's out: The Musical - 2005), en donde los pixies encuentran al bebe de unos payasos abandonado en un campo de maíz, y crían al bebe para que cuando crezca se vengue de Timmy Turner y se apodere del mundo mágico con su ayuda, Ídolo Mágico (Fairy Idol, 2006).
El 24 de enero de 2006, Butch Hartman anunció en su foro que Nickelodeon había cesado la producción de la serie. El crossover La Hora Poderosa de Jimmy y Timmy 3: Creadores de Monstruos estaba destinada a ser el final de la quinta temporada y el final de la serie en la orden de producción, a transmitirse el 21 de julio de 2006. Sin embargo, Nickelodeon transmitió el episodio Timmy the Barbarian/No Substitute for Crazy después de Creadores de Monstruos como el final de la quinta de la temporada, el 25 de noviembre del mismo año.

### Nueva etapa (2007-2011)
Hartman anunció en su foro el 2 de febrero de 2007, que Nick le otorgó 20 episodios más, asegurándose de que el show reanudara la producción. Después de un paréntesis de casi un año, Nickelodeon anunció en la televisión que iban a comenzar la difusión de una película para televisión llamada Bebé Mágico (Fairly OddBaby) en el cual Cosmo da a luz a un bebé mágico, el cual tiene la forma de una esfera rosada de ojos y pelo violeta llamado "Poof".
En 2009, se estrenó una trilogía de especiales, también emitido como una nueva película titulada Wishology (La saga de los padrinos mágicos), que cuenta además con las participaciones de la banda de rock Kiss, y el actor Brendan Fraser.
El creador de Los padrinos mágicos, Butch Hartman, declaró en una entrevista que haría una película con actores reales de esta serie, la cual se estrenó en Estados Unidos el 9 de julio de 2011, y en Latinoamérica, el 15 de septiembre de 2011, bajo el nombre de A Fairly Odd Movie: Grow Up, Timmy Turner! (Los padrinos mágicos: la película, ¡Momento de crecer, Timmy Turner! en Latinoamérica), como un homenaje a los 10 años de la serie. Butch Hartman confirmó que la película no es el final de la serie sino un nuevo comienzo.
Después de la emisión de A Fairly Odd Movie: Grow Up, Timmy Turner! en julio, más episodios se emitieron siguiendo las temporadas 7 y 8, entre los meses de julio y agosto de 2011 en los Estados Unidos. También fue anunciado que nuevos especiales serían emitidos en el otoño de 2011. Comenzando con el episodio de doble longitud When L. O. S. E. R. S. Attack emitido en octubre en los Estados Unidos. Seguido por la reciente película doble de una hora Timmy's Secret Wish que fue emitida en noviembre durante la semana de acción de gracias. (La película se emitió en diferentes días de noviembre alrededor de otros países). Finalmente, el tercer título anunciado, Meet the OddParents, se emitió en diciembre donde los padrinos de Timmy son vistos por los padres de Timmy.

### Secuelas y futuro (2012-2017)
El 14 de marzo de 2012, Nickelodeon renueva Los padrinos mágicos para una novena temporada, y además, se anunció una secuela de la película de acción real titulada A Fairly Odd Christmas, que se estrenó en los Estados Unidos el 29 de noviembre de 2012. La grabación de la novena temporada comenzó en junio de 2012, y se estrenó el 23 de marzo de 2013 en Estados Unidos con el especial de media hora Fairly OddPuppy en donde Timmy Turner consigue un cachorro mágico llamado Sparky.
La novena temporada es también la primera temporada en pasar al formato en alta definición y pantalla ancha. En 2013, se anunció que habría una tercera entrega llamada A Fairly Odd Summer con Drake Bell y Daniella Monet retomando a sus papeles respectivos. La película se estrenó el 2 de agosto de 2014.
Los nuevos episodios fueron confirmados por Fred Seibert, el 11 de abril de 2015. El 17 de agosto de 2015, una décima temporada se anunció oficialmente, y presentará un nuevo personaje llamado Chloe Carmichael, nueva vecina de Timmy y quien también tendrá a Cosmo y Wanda como sus padrinos mágicos. La temporada se estrenó el 15 de enero de 2016 y el capítulo final se emitió el 26 de julio de 2017.

## Personajes
- Timmy Turner: Es el protagonista de la serie. Es un niño de 10 años, de complexión mediana, el cual tiene unos padres bastante irresponsables y que no le prestan atención (aun así ellos lo aman por ser su único hijo). Además de ello, tiene una niñera malvada que le hace la vida imposible, motivo por el cual le fueron asignados unos padrinos mágicos con deseos ilimitados (a excepción de un reglamento establecido), Cosmo y Wanda (y Poof a partir de la sexta temporada). Este niño no es muy responsable al pedir deseos: Casi siempre terminan mal pero tiene la habilidad de resolverlos hasta en la situación más crítica y divertida. Está profundamente enamorado de Trixie Tang, una niña muy popular.
- Cosmo: Es un ser mágico de muy poca capacidad mental. Esposo de Wanda, padre de Poof y a la vez mejor amigo de Timmy. Es muchas veces el cómplice de las travesuras de Timmy, pero por más que lo intente, la estupidez no deja resolver sus problemas satisfactoriamente.
- Wanda: Es un ser mágico, esposa de Cosmo y siempre ayuda de Timmy. Ella es muy seria y siempre tiene la inseguridad de cumplir deseos malos, además de ser más inteligente que Cosmo.
- Poof: Hijo de Cosmo y Wanda. El personaje fue introducido a la serie en 2008, durante la sexta temporada, en el episodio Bebé mágico. Fue producto de un deseo de Timmy Turner, ya que los seres mágicos no pueden tener hijos por sí solos debido a que el último bebé que nació, Cosmo, causó un gran desastre. Es muy apegado a Timmy y suele llorar cuando este no se encuentra cerca.
- El Sr. y la Sra. Turner: Son los padres de Timmy. Ambos son algo irresponsables y casi siempre salen de casa y dejan a Timmy al cuidado de Vicky. Aun así, ambos aman a su único hijo. El Sr Turner desprecia a su vecino Dinkelberg.
- Vicky: Es la niñera de Timmy y hermana mayor de Tootie. Ella es malvada, agresiva y psicópata. Se encarga de hacerle la vida imposible a Timmy y otros niños de Dimmsdale.
- Denzel Crocker: Es el maestro de Timmy y sus amigos en la escuela de Dimmsdale. Está obsesionado con la existencia de los padrinos mágicos.
- Sparky: Es la mascota mágica de Timmy. Fue incluido en la temporada 9, en el primer capítulo y especial de la temporada. Timmy, que se siente triste al saber que todas sus mascotas suelen morir, pide a Cosmo y Wanda una nueva mascota inmortal. Sus hadas, obedientes, le traen a Sparky, un perro hada, capaz de hablar, volar y de entrometerse en todo tipo de asuntos personales y privados. No continuó en la temporada 10, esto es debido a las malas opiniones por los fans.
- Chloe Carmichael: Es un personaje que se introduce en la temporada 10 como una niña nueva en Dimmsdale que entra en la clase de Timmy como la estudiante favorita del señor Crocker y la nueva vecina de Timmy. Poco después se revela que Timmy tendrá que compartir sus hadas con ella porque no hay suficientes padrinos en el mundo mágico. A pesar de ser popular y que todos la aprecian, por su actitud positiva y alocada siempre que trata de hacer el bien y termina causando el mal. Al inicio Timmy la odiaba pero con el tiempo se hicieron mejores amigos.

## Episodios

### Temporadas
| Temporada | Temporada | Episodios | Inicio                   | Final                   |
| --------- | --------- | --------- | ------------------------ | ----------------------- |
|           | Cortos    | 10        | 4 de septiembre de 1998  | 23 de marzo de 2001     |
|           | 1         | 12        | 30 de marzo de 2001      | 4 de mayo de 2001       |
|           | 2         | 25        | 24 de diciembre de 2001  | 20 de enero de 2003     |
|           | 3         | 35        | 10 de enero de 2003      | 7 de noviembre de 2003  |
|           | 4         | 31        | 10 de septiembre de 2004 | 10 de junio de 2005     |
|           | 5         | 33        | 16 de febrero de 2005    | 25 de noviembre de 2006 |
|           | 6         | 24        | 18 de febrero de 2008    | 12 de agosto de 2009    |
|           | 7         | 39        | 6 de julio de 2009       | 5 de agosto de 2012     |
|           | 8         | 6         | 12 de febrero de 2011    | 29 de diciembre de 2011 |
|           | 9         | 26        | 23 de marzo de 2013      | 28 de marzo de 2015     |
|           | 10        | 20        | 15 de enero de 2016      | 26 de julio de 2017     |

### Películas de TV
En total, hasta el momento se han hecho 9 películas animadas, que realmente son episodios especiales divididos en 2 o 3 partes, y 3 películas de acción real, convirtiéndose así en la serie animada de Nickelodeon con más películas y especiales emitidos.
| Año  | Título                                                   | Notas | Primera emisión         | Espectadores (EUA) |
| ---- | -------------------------------------------------------- | --- | ----------------------- | ------------------ |
| 2003 | ¡Abracatástrofe!                                         | Tres partes, primera película para TV de la serie, dividida en 3 episodios de media hora                                                                                                   | 12 de julio de 2003     |                    |
| 2004 | Cazadores de canales                                     | Tres partes, segunda película para TV de la serie, dividida en 3 episodios de media hora                                                                                                   | 23 de julio de 2004     |                    |
| 2005 | Los padrinos mágicos: ¡Se acabó la escuela! - El musical | Dos partes, tercera película para TV de la serie, y la primera de dos episodios de media hora                                                                                              | 10 de junio de 2005     |                    |
| 2006 | Ídolo mágico                                             | Dos partes, cuarta película para TV de la serie, y la segunda de dos episodios de media hora                                                                                               | 19 de mayo de 2006      |                    |
| 2008 | Bebé mágico                                              | Dos partes, quinta película para TV de la serie, la tercera de dos episodios de media hora, que da inicio a la sexta temporada, y nace Poof, un nuevo personaje a partir de esta temporada | 18 de febrero de 2008   | 8.81               |
| 2009 | ¡El elegido!                                             | Una parte de doble longitud, primera parte del especial de 3 episodios de una hora Wishology                                                                                               | 1 de mayo de 2009       | 4.012              |
| 2009 | ¡La venganza de la oscuridad!                            | Una parte de doble longitud, segunda parte del especial de 3 episodios de una hora Wishology                                                                                               | 2 de mayo de 2009       | 3.6                |
| 2009 | ¡La vuelta del elegido!                                  | Una parte de doble longitud, tercera parte del especial de 3 episodios de una hora Wishology                                                                                               | 3 de mayo de 2009       | 4.071              |
| 2011 | ¡Momento de crecer, Timmy Turner!                        | Tres partes, primera película para TV de acción real basada en la misma serie animada | 9 de julio de 2011      | 5.8.               |
| 2011 | El deseo secreto de Timmy                                | Dos partes, décima película para TV en su totalidad, sexto episodio doble de dos partes | 23 de noviembre de 2011 | 2.9                |
| 2012 | Una Navidad mágica                                       | Secuela de la primera película de acción real, y a su vez, la segunda adaptación de la serie animada en este formato                                                                       | 29 de noviembre de 2012 | 4.473              |
| 2014 | Un paraíso mágico                                        | Tercera y última película para TV de acción real de Los padrinos mágicos | 2 de agosto de 2014     |                    |

### Crossovers
| Año  | Título                                                        |
| ---- | ------------------------------------------------------------- |
| 2004 | La hora poderosa de Jimmy y Timmy                             |
| 2006 | La hora poderosa de Jimmy y Timmy 2: Cuando los genios chocan |
| 2006 | La hora poderosa de Jimmy y Timmy 3: Creadores de monstruos   |
| 2017 | Beast of Friends                                              |

## Películas
El filme A Fairly Odd Movie: Grow Up, Timmy Turner! fue el primer producto relacionado que usó actores reales, fue anunciada en julio de 2010 para su estreno el 9 de julio de 2011. En esta ocasión Drake Bell personifica a Timmy Turner, Cheryl Hines fue Wanda, Jason Alexander fue Cosmo, Daniella Monet interpreta a Tootie y el villano, un magnate petrolero (Hugh J. Magnate) que busca los poderes de Cosmo y Wanda, fue interpretado por Steven Weber.
El argumento de este primer largometraje se centra en que Timmy aún actúa como un niño para conservar a Cosmo y Wanda, pero, cuando ve a Tootie como una hermosa mujer, tiene que escoger entre ella o sus padrinos mágicos, así como escapar del magnate petrolero y sus pretensiones malévolas.
La serie de televisión también tuvo otras dos películas de «acción en vivo», que fueron A Fairly Odd Christmas, estrenada el 29 de noviembre de 2012, y A Fairly Odd Summer, estrenada el 2 de agosto de 2014.

## Serie derivada de acción en vivo
El 24 de febrero de 2021, se anunció que se estaba desarrollando una serie de acción en vivo y que se estrenaría en Paramount+. Hartman y Seibert volverán como productores, mientras que Christopher J. Nowak será productor ejecutivo y showrunner. La serie comenzó a producirse en julio de 2021. La serie se estrenó el 31 de marzo de 2022.

## Serie reinicio
En 2023, Nickelodeon y Paramount Global solicitaron registrar "The Fairly OddParents: A New Wish" ante la USPTO en varias clases de NICE. Un guionista de la temporada 9 de la serie original confirmó que se estaba desarrollando un nuevo proyecto. El 23 de febrero de 2024, se revelaron más detalles sobre la serie, incluido una estrena inminente en Netflix, el regreso de Daran Norris y Susanne Blakeslee como Cosmo y Wanda respectivamente, y el enfoque en un nuevo personaje principal, Hazel Wells. Se estrenará el 20 de mayo de 2024 en Nickelodeon.